# Нагорода Еккерта-Моклі
Нагороду Екерта-Моклі (англ. Eckert-Mauchly Award) присуджують за видатний внесок у сфері архітектури комп'ютерних та цифрових систем. Є однією з найпрестижніших премій спільноти комп'ютерної архітектури. Вперше була присуджена у 1979 році. Лауреати додатково отримують сертифікат та 5000 доларів США від асоціації обчислювальної техніки (ACM) та комп'ютерного товариства IEEE за видатний внесок у сфері архітектури комп'ютерних та цифрових систем.
Премія була названа на честь Джона Преспера Екерта та Джона Вільяма Моклі, які між 1943 та 1946 роками співпрацювали над розробкою та побудовою першого універсального електронно-обчислювального комп'ютера, відомого як ENIAC (англ. Electronic Numerical Integrator and Computer).

## Лауреати премії
- 1979 Роберт С. Бартон[en]
- 1980 Моріс В. Вілкс
- 1981 Веслі А. Кларк[en]
- 1982 Гордон К. Белл[en]
- 1983 Том Кілберн[en]
- 1984 Джек Б. Денніс[en]
- 1985 Джон Кок
- 1986 Харві Г. Крегон [en]
- 1987 Джин М. Амдал
- 1988 Даніель П. Севійорек[en]
- 1989 Сеймур Крей
- 1990 Кеннет Е. Батчер[en]
- 1991 Бертон Дж. Сміт [en]
- 1992 Майкл Дж. Флінн[en]
- 1993 Девід Дж. Кук[en]
- 1994 Джеймс Е. Торнтон
- 1995 Джон Кроуфорд[en]
- 1996 Йелл Патт[en]
- 1997 Роберт Томасуло
- 1998 Т. Ватанабе[en]
- 1999 Джеймс Е. Сміт[en]
- 2000 Едвард Девідсон[en]
- 2001 Джон Л. Геннессі
- 2002 Бантвал Рамакрішна «Боб» Ро[en]
- 2003 Джозеф А. (Джош) Фішер[en]
- 2004 Фред Брукс
- 2005 Роберт П. Колвелл[en]
- 2006 Джеймс Х. Померен[en]
- 2007 Матео Валеро[en]
- 2008 Девід Паттерсон[en]
- 2009 Джоел Емер[en]
- 2010 Білл Даллі[en]
- 2011 Гуріндар С. Сохі
- 2012 Альгерд Авізієніс
- 2013 Джеймс Р. «Джим» Гудман[en]
- 2014 Тревор Муджь
- 2015 Норман Жупі[en]
- 2016 Урі Вейзер
- 2017 Чарльз Текер
- 2018 Сьюзен Дж. Яйгери[en]
- 2019 Марк Д. Хілл  [en]
- 2020 Луїс Андре Баррозу[en]
- 2021 Маргарет Мартоносі[en]
- 2022 Марк Горовіц[en]
- 2023 Кунле Олукотун[en]